# Lamelloclavaria
Lamelloclavaria is een monotypisch geslacht van schimmels behorend tot de familie Clavariaceae. Het bevat alleen Lamelloclavaria petersenii